# Exorista frontata
Exorista frontata är en tvåvingeart som beskrevs av Herting 1973. Exorista frontata ingår i släktet Exorista och familjen parasitflugor. Inga underarter finns listade i Catalogue of Life.